# Role Play Convention
Die Role Play Convention (RPC) war eine jährlich stattfindende Messe in Köln zu Spielen mit phantastischen Thematiken. Veranstalter war die Enjoy Event Marketing GmbH.

## Geschichte
Die erste Veranstaltung fand 2007 in Münster statt, es kamen 12.000 Besucher. 2008 besuchten 23.500 Menschen die Messe, damit wurde sie zur größten ihrer Art in Europa. Aufgrund des starken Zuspruchs wurde ab 2009 die Koelnmesse als Veranstaltungsort gewählt.
Im Oktober 2018 gab die Koelnmesse GmbH bekannt, dass die Role Play Convention im Jahr 2019 in die Comic Con Experience Cologne integriert wird und somit nicht mehr als eigenständige Messe stattfindet. André Kuschel, der Gründer der Role Play Convention, war an der Konzeption der neuen Veranstaltung beteiligt.

## Messestatistik
| Jahr | Zeitraum        | Besucher | Aussteller | Ausstellungs- fläche in m² | Ort     | Quellen          |
| ---- | --------------- | -------- | ---------- | -------------------------- | ------- | ---------------- |
| 2007 | 23. – 24. April | 12.000   | k. A.      | k. A.                      | Münster | k. A.            |
| 2008 | 26. – 27. April | 23.500   | k. A.      | k. A.                      | Münster | k. A.            |
| 2009 | 3. – 5. April   | 40.000   | 180        | k. A.                      | Köln    | [ 4 ]            |
| 2010 | 17. – 18. April | k. A.    | 205        | k. A.                      | Köln    | [ 5 ]            |
| 2011 | 7. – 8. Mai     | k. A.    | 220        | k. A.                      | Köln    | [ 6 ]            |
| 2012 | 5. – 6. Mai     | 20.000   | 254        | k. A.                      | Köln    | [ 7 ] [ 8 ]      |
| 2013 | 1. – 2. Juni    | 33.336   | 260        | k. A.                      | Köln    | [ 9 ]            |
| 2014 | 10. – 11. Mai   | 20.000   | 301        | k. A.                      | Köln    | expodatabase     |
| 2015 | 16. – 17. Mai   | k. A.    | k. A.      | k. A.                      | Köln    | k. A.            |
| 2016 | 28. – 29. Mai   | 30.000   | k. A.      | k. A.                      | Köln    | k. A.            |
| 2017 | 27. – 28. Mai   | k. A.    | 250        | k. A.                      | Köln    | Games Wirtschaft |
| 2018 | 12. – 13. Mai   | <50.000  | >250       | 35.000                     | Köln    | [ 10 ]           |

## Besonderheiten und Programm

Besucher auf der RPC 2008

Die RPC ist eine Publikums- und Verkaufsmesse, auf der Produkte präsentiert, getestet und gespielt werden können. Präsentiert werden alle Arten von Spielen und Unterhaltungsmedien, die sich im weitesten Sinne dem Genre der Phantastik zuordnen lassen. Vom Computer- oder Konsolenspiel über Gesellschaftsspiele, Pen-&-Paper-Rollenspiele und LARP bis zu phantastischer Literatur, Comics, Mittelaltermusik und Filmen sowie einem Mittelaltermarkt ist alles vertreten. Das Genre der Phantastik umschließt hier die klassische Fantasy, Science Fiction und Mystery, aber auch Manga und Anime sowie viele weitere Subgenres. Für Aussteller und das Publikum gibt es kostenlose Spielflächen. Ferner finden Bühnenprogramme, Workshops und Lesungen statt.
In mehreren Kategorien wird der RPC Fantasy Award verliehen, ein Publikumspreis, bei dem die Gewinner über eine offene Internet-Abstimmung ermittelt werden.
Besonderheit der Messe ist, dass viele Besucher als Figuren aus den oben genannten Genres kostümiert – also als Cosplayer – erscheinen.